# Mort de Piotr Tchaïkovski

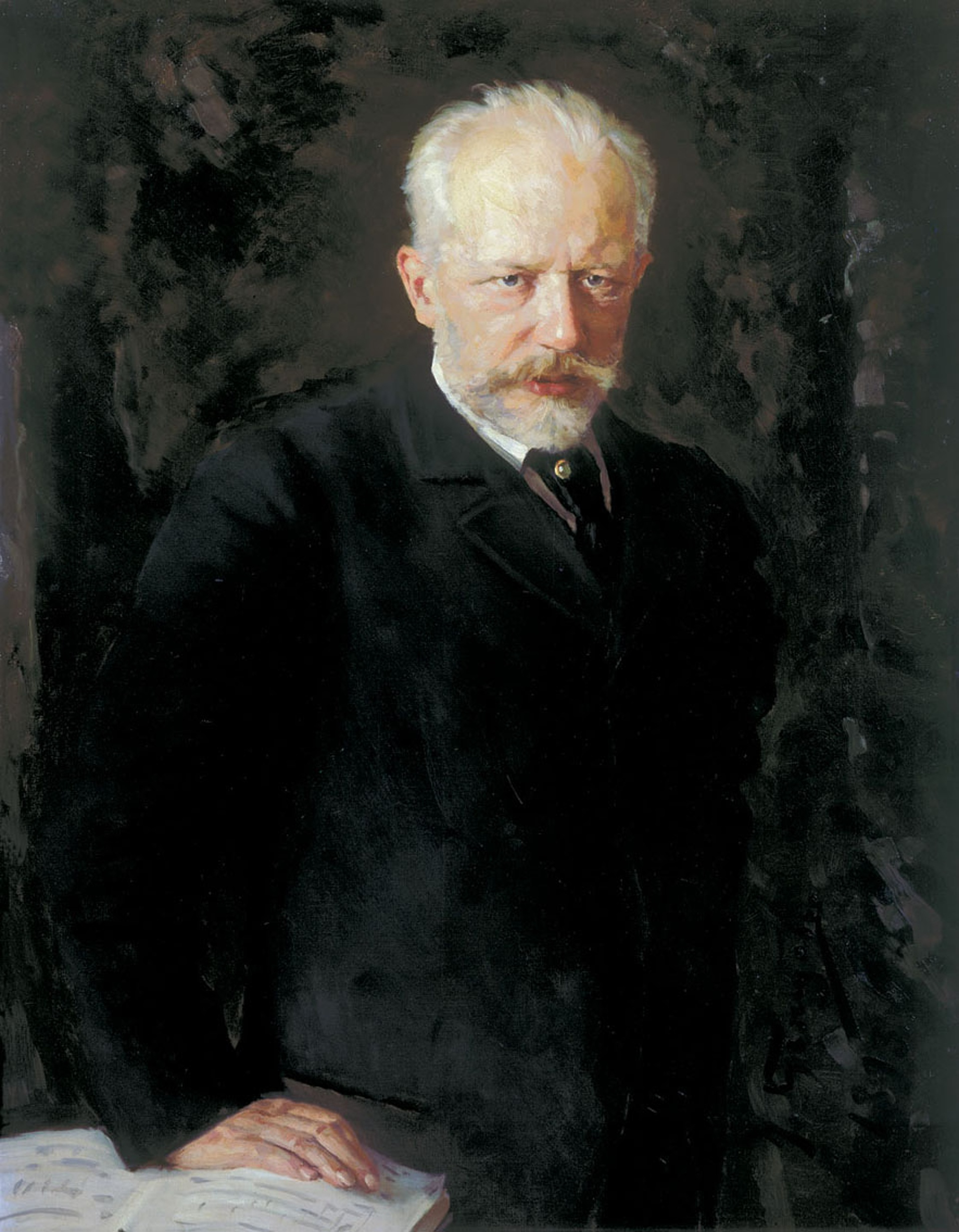
Nikolaï Kouznetsov. Piotr Ilitch Tchaïkovski, 1893. Galerie Tretiakov Moscou

Le thème de la mort du compositeur russe Piotr Ilitch Tchaïkovski, le 25 octobre 1893 (6 novembre dans le calendrier grégorien) à 53 ans, a attiré l'attention des musicologues de Russie qui se sont divisés en deux camps irréconciliables : d'une part ceux qui soutiennent la version officielle de la mort du compositeur du choléra, soutenus par les souvenirs des contemporains et les renseignements donnés par la presse de Saint-Pétersbourg à l'automne 1893, et d'autre part les partisans de la version du suicide du compositeur, qui repose sur des témoignages oraux, des hypothèses et le fait qu'il avait fait une tentative de suicide après son mariage en 1877 à l'âge de 34 ans. Un large intérêt est apparu dans les années 1980 dans le cadre de la publication aux États-Unis d'une série d'articles d'une musicologue issue de l'immigration : Alexandra Orlova,. 
Le musicologue américain, spécialiste de la musique russe et du ballet du XIXe siècle, Roland John Wiley (en), dans son ouvrage Tchaïkovski paru aux éditions Oxford University Press, a proposé encore une autre version de la mort du compositeur : « la mort est le résultat d'un ensemble de facteurs négatifs » provenant du style de vie de Tchaïkovski durant les dernières années de sa vie, qui s'est ajouté à un diagnostic de gastrite. Des souvenirs de la mort du compositeur ont été laissés par des parents et amis. En octobre 1893, des rapports quotidiens sur l'état de santé de Tchaïkovski ont été publiés par les journaux. Des musicologues, des journalistes et des historiens ont écrit des articles sur cet évènement tragique. Des tentatives d'établir les causes de la mort du compositeur ont également été faites par des scientifiques des sciences de la nature, comme le professeur de microbiologie Nikolaï Blinov avec sa monographie Dernière maladie et mort de Tchaïkovski. Avant et après la tragédie (1994) ou la psychiatre Zinaïda Agueïeva dans son ouvrage Tchaïkovski. Génie et souffrance (2019) .
La mort du compositeur a été largement reflétée dans les œuvres de fiction, au cinéma, dans les journaux et même au théâtre et à l'opéra. Parmi les œuvres les plus célèbres, qui ont décrit de manière claire et détaillée cet évènement, il faut citer le film tristement célèbre du réalisateur britannique Ken Russel The Music Lovers, et également Pages immortelles (1939, en allemand Es war eine rauschende Ballnacht (Au milieu des bruits de balles)), tourné durant le Troisième Reich par le réalisateur Carl Froelich, et encore l'écrivain allemand Klaus Mann qui raconte la mort de Tchaïkovski dans son roman Symphonie Pathétique (1935).

## Chronologie des événements dans le témoignage des contemporains

### Version la plus courante de la cause de la maladie

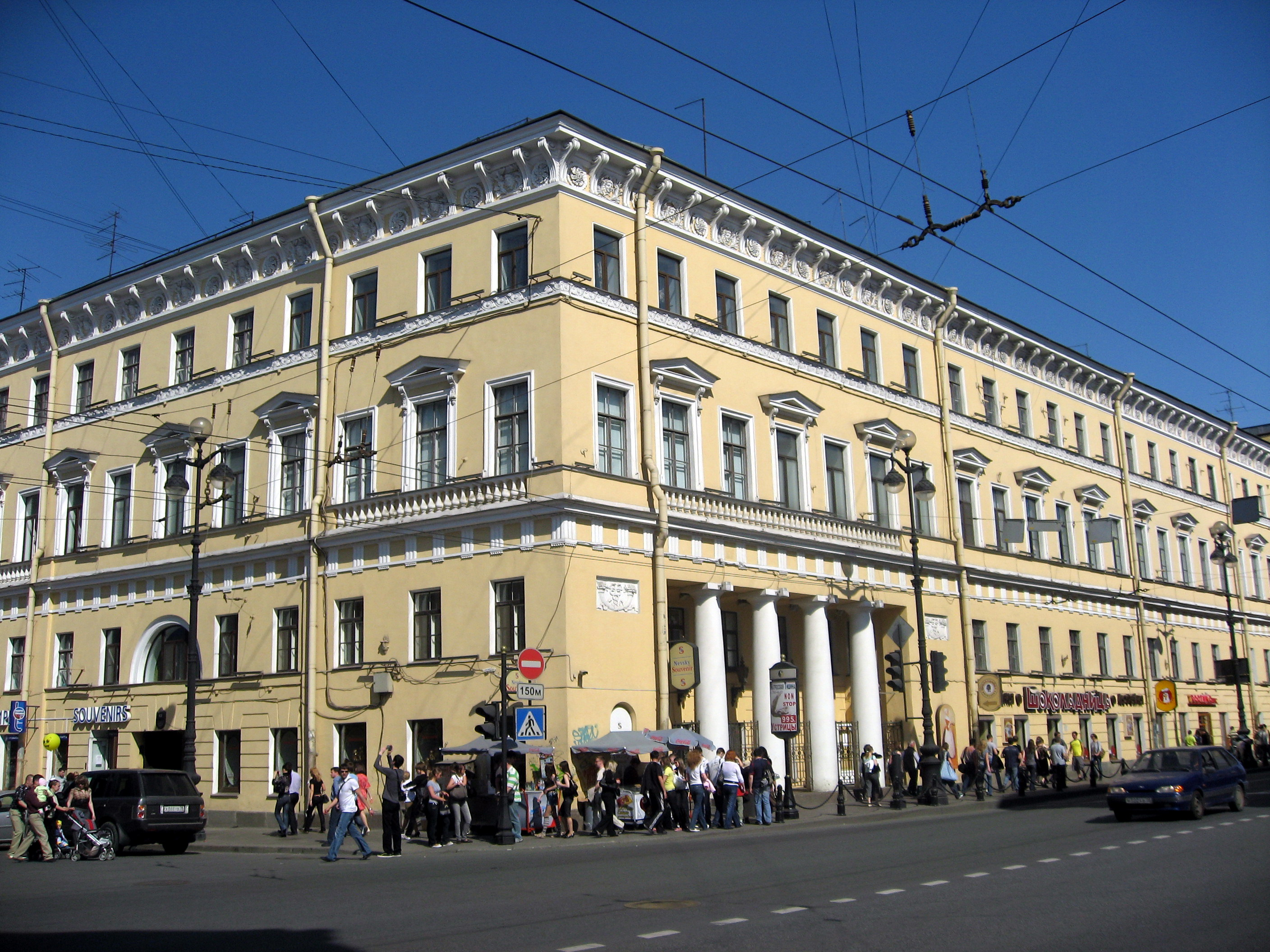
Bâtiment de Saint-Pétersbourg dans lequel était installé le restaurant Leiner, 2008

Le matin du 20 octobre, Tchaïkovski a reçu Auguste Gerke (ru), un représentant légal de la firme Vassili Bessel (ru), qui lui apportait un nouveau contrat de droit d'auteur pour l'opéra L'Opritchnik,.
Le frère de Piotr Ilitch, Modeste, a témoigné du fait que Piotr Ilitch était en parfaite santé,,. Il s'était promené avec l'un de ses neveux, le comte Alexandre Litke (1868-1912), puis il a déjeuné avec une parente et amie Vera Boutakova (1843-1923), veuve du vice-amiral Ivan Boutakov (1822-1882),,,. Tchaïkovski était de bonne humeur, joyeux et enjoué. Dans sa jeunesse, il était fasciné par Vera Boutakova et lui a dédié un cycle de pièces pour piano, Souvenir de Hapsal (1867). Au dîner, il était seul avec son neveu Iouri Davydov et cela s'est passé dans une ambiance chaleureuse.
Pour la soirée, Tchaïkovski a réservé une loge au Théâtre Alexandra, pour le spectacle Cœur ardent (ru) du dramaturge russe Alexandre Ostrovski,,,,,,,. Il était accompagné pour le spectacle par de nombreux parents et amis. « Pendant le spectacle, Piotr Ilitch était très joyeux, il plaisantait et riait du jeu incomparable d'un de ses acteurs favoris Constantin Varlamov (ru)», raconte son neveu Iouri Davydov,,,,. Après la représentation, comme il avait appris qu'il n'y avait pas de dîner à la maison, Tchaïkovski a proposé à toute la société d'aller diner au Café littéraire (restaurant F. Leiner). Sa proposition a été acceptée. Dans ses souvenirs des derniers jours du compositeur, Iouri Davydov donne la raison de leur choix du restaurant : avec Tchaïkovski, il y avait beaucoup de jeunes gens encore aux études, et « c'était l'un des rares restaurants qui laissait entrer les étudiants ».
À l'automne 1893, Saint-Pétersbourg a connu une épidémie de choléra, et il était recommandé de ne pas utiliser d'eau non stérilisée pour boire ou même pour se laver,,. Le soir, après le spectacle, Tchaïkovski a dîné en compagnie d'amis proches et de parents, au restaurant Café littéraire de F. Leiner (cet établissement n'était pas luxueux, mais était fréquenté par les artistes après les spectacles du fait de ses prix raisonnables et de sa bonne cuisine),,,,,,. Selon le témoignage de plusieurs contemporains (comme son neveu Iouri Davydov, qui se souvient des évènements de nombreuses années après qu'ils ont eu lieu et de cette version qui est apparue dans les journaux de Saint-Pétersbourg dans les éditions du 26 octobre 1893), le compositeur a bu un verre d'eau non stérilisée,,,,. Iouri Davydov se souvient que ses amis ont essayé de le dissuader, et son frère Modeste a essayé de lui enlever le verre de force,,,. Le compositeur a affirmé : « Je ne crois pas au choléra ! »,. Modeste Tchaïkovski ne mentionne pas dans le tome 3 de la biographie consacrée à son frère cet épisode du verre d'eau. Il écrit, au contraire, que le compositeur a mangé des pâtes macaroni « au vin blanc et à l'eau minérale »,,,,. Alexandre Poznanski, biographe du compositeur, considère qu'il faut faire confiance à la version de Modeste Tchaïkovski ; les témoignages ultérieurs, y compris ceux de Davydov, il les appelle « les fruits de leur propre imagination »,. Le chercheur a encore affirmé que tous ceux qui prétendent que Tchaïkovski a été infecté au restaurant Café littéraire n'étaient pas tous là avec le compositeur,. Poznanski explique comme suit la raison de leur comportement : « Les gens proches du grand compositeur, ont jugé acceptable de déformer la vérité pour se donner plus de poids en tant que témoins de l'évènement. »

### Versions alternatives de la cause de la maladie
Il existe d'autres versions documentées de contemporains concernant les événements liés à la mort du compositeur, qui sont décrites en détail dans l'ouvrage du docteur en sciences biologiques Nikolaï Blinov (1929-1988) :
- Selon l'une d'elles, énoncée par Modeste Tchaïkovski en premier lieu dans un article de journal quelques jours après la mort de son frère, puis dans une biographie en trois tomes du compositeur, Tchaïkovski, le matin du 21 octobre, au petit déjeuner, a bu un verre d'eau non stérilisée et s'est senti indisposé[11],[39],[25],[40],[38],[41],[22],[42]. Poznanski écrit à ce propos que la tentative de donner une signification fatale à la prise de ce verre d'eau est liée au désir de son frère de se justifier lui-même : depuis le matin, le compositeur ne se sentait pas bien, et Modeste n'y a pas accordé l'importance que cela méritait[42],[41].
- Le journal Birjevye Vedomosti a rapporté le 27 octobre que Tchaïkovski aurait bu un verre d'eau non stérilisée la nuit, l'ayant préalablement posé le soir du 20 octobre sur sa table de nuit[38].
- Selon une autre version rapportée par le Novosti i Birjevaïa gazeta le 26 octobre 1893, quelqu'un (dont le nom n'est pas cité) a posé une carafe d'eau non traitée dans la nuit du 20 au 21 octobre, et Tchaïkovski a bu un verre de cette eau pendant la nuit[38].

### Développement de la maladie

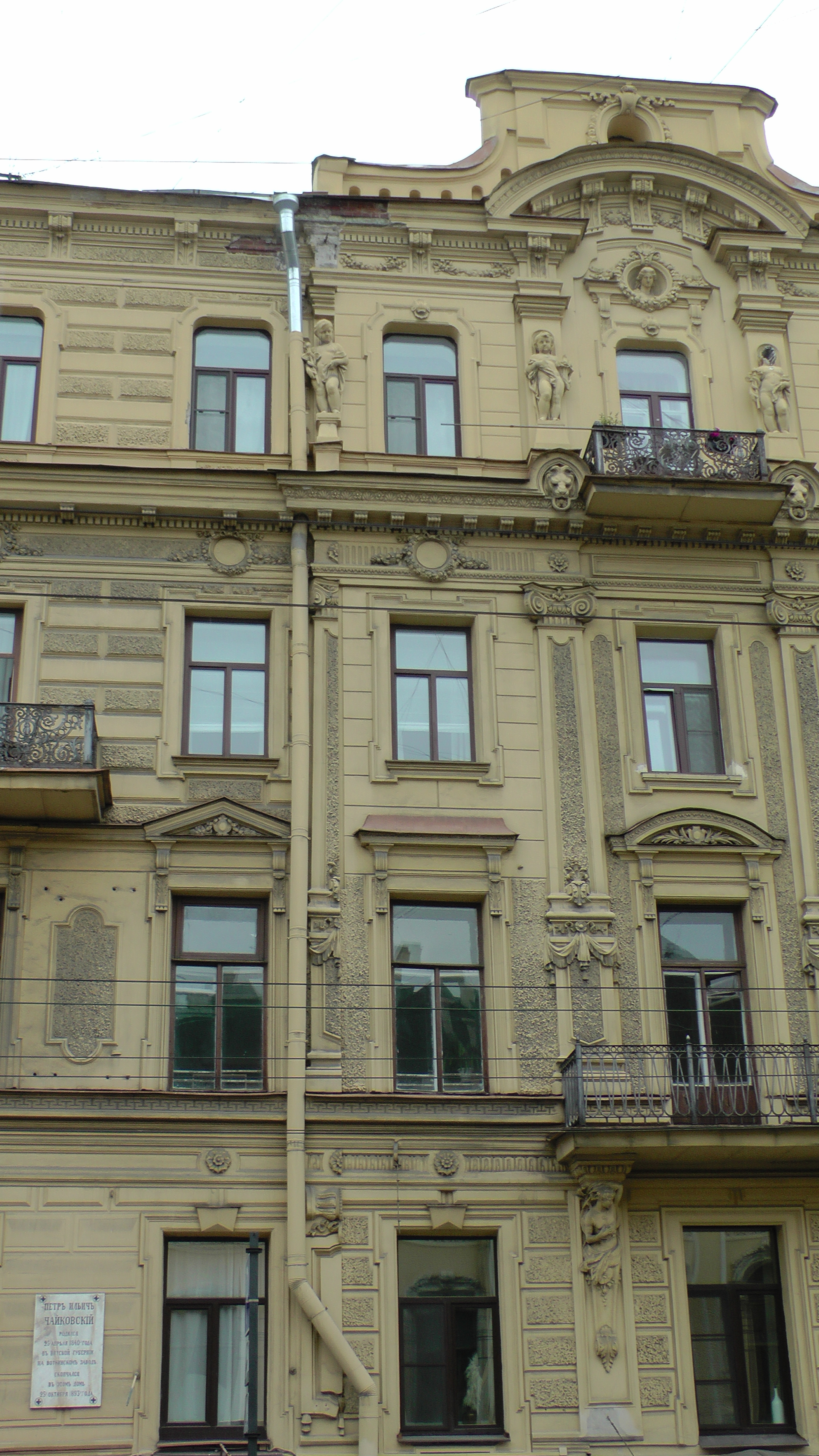
Maison où est mort Piotr Tchaïkovski dans l'appartement de Vladimir Davydov et Modeste Tchaïkovski, 2021

Le compositeur est retourné dans l'appartement que louait son neveu Vladimir Davydov avec son frère Modeste au coin de la rue Malaïa Morskaïa et de la rue Gorokhovaïa (ru) (au cinquième étage du n°13,,,,,,). Tchaïkovski s'y était arrêté pendant qu'il était dans la capitale pour diriger la première exécution de sa Sixième symphonie. Le matin du 21 octobre 1893 (2 novembre dans le calendrier grégorien) se sont manifestés les premiers signes de malaise,,,,,, : diarrhée et vomissements,,. Toutefois, à 11 heures du matin, le compositeur est sorti de la maison pour rencontrer le compositeur et dirigeant du théâtre Mariinsky, Eduard Nápravník, mais est revenu directement,,,,,,. Deux heures plus tard (pour Poznanski cela s'est passé avant le départ de la maison), il a travaillé à la rédaction d'une lettre,,,,. Tchaïkovski a accueilli deux visiteurs : le représentant de la fabrique de pianos Mühlbach (de) et le compositeur Alexandre Glazounov. Poznanski attire l'attention sur ce qu'a dit Modeste Tchaïkovski, à propos des problèmes gastriques fréquents, dont les symptômes étaient semblables à ceux du choléra, raison pour laquelle il n'a pas eu son attention attirée par ses derniers symptômes et n'a pas pris de mesures immédiates,. À côté du patient, il n'y avait pas de « personnes compétentes et responsables », « tout le monde s'est dispersé, plus personne n'était à la maison, sauf le domestique, qui a commencé à utiliser tous les remèdes maison qui lui étaient familiers »,,.
Dans la soirée, le médecin de famille, le docteur Vassili Bertenson, est appelé. Mais il n'ose pas poser de diagnostic et demande conseil à son frère aîné, Léon Bertenson (ru), médecin lui aussi,,,,,,,,. Mais ces deux médecins ne connaissaient le choléra que dans la littérature scientifique. Ils exerçaient leur profession dans les milieux aisés de Saint-Pétersbourg qui étaient peu frappés par cette maladie et ne connaissaient pas l'attitude à adopter dans la pratique médicale. Plus tard cependant, dans un article pour les années 30, Vassili Bertenson a écrit, qu'il avait identifié la maladie : « après avoir examiné les sécrétions du patient, je n'ai plus eu de doute que Piotr Ilitch Tchaïkovski avait le choléra ». Poznanski, citant les mots du médecin, écrit que la reconnaissance de cette maladie dans les premiers stades est toujours difficile, car elle ressemble à d'autres intoxications alimentaires et le diagnostic doit toujours être confirmé bactériologiquement. Léon Bertenson a diagnostiqué une forme grave de choléra asiatique et a prescrit un traitement. L'état de Tchaïkovski s'est détérioré et des spasmes sont apparus. Des médecins-assistants sont arrivés à l'appartement de Modeste Tchaïkovski et Vladimir Davydov : les docteurs Alexandre Zander et Nikolaï Malonov. Le fait que Tchaïkovski avait développé la maladie a été signalé le jour même aux instances officielles,,,. Le soir et la nuit se sont passés à lutter pour la vie du patient,,,. Outre les médecins, durant les jours de maladie se trouvaient présents, aux côtés du compositeur, son frère Modeste, Vladimir Davydov, les trois frères Litke, le serviteur Nazar Litrov,,. Un autre serviteur, Alexeï Sofronov, appelé à Kline, est arrivé plus tard et Tchaïkovski ne l'a pas reconnu tout de suite,.
Au matin, le lendemain du 21 octobre 1893 (2 novembre dans le calendrier grégorien), une certaine amélioration s'est produite (Modeste Tchaïkovski parle du matin et de l'après-midi du 22 octobre). Poznanski perçoit cela non comme une amélioration réelle de l'état du patient, mais comme la perception de Piotr Tchaïkovski lui-même qui se croit sauvé,. Le 23 octobre 1893 (4 novembre dans le calendrier grégorien), des rumeurs se sont répandues sur la maladie du compositeur dans la capitale. Léon Bertenson a commencé à soupçonner l'apparition d'urémie au stade post-cholérique et a constaté une grave intoxication. Le 24 octobre 1893 (5 novembre dans le calendrier grégorien), des informations sur la maladie du compositeur sont apparues dans la presse. L'état du compositeur s'est aggravé : affaiblissement de l'organisme, troubles de l'état conscient,,. Sur la porte de la maison, on a commencé à afficher des bulletins de l'état du patient,. Le premier bulletin est paru le 24 octobre à 14 heures 30, le deuxième à 22 heures 30. Quand dans la ville s'est répandue la nouvelle de la maladie de Tchaïkovski, de nombreux Pétersbourgeois sont venus aux nouvelles pour connaître l'état de sa santé. Les admirateurs du compositeur ont même tenté de pénétrer dans l'appartement du malade, malgré la résistance que les domestiques leur opposaient. Le patient lui-même a perdu l'espoir en sa guérison, il a refusé pendant un certain temps de prendre un bain d'eau chaude recommandé par les médecins, en alléguant que sa mère était morte du choléra en 1854 précisément dans son bain. Quand finalement il accepta, à peine entré dans l'eau, il a demandé d'en sortir, parce qu'il perdait ses forces,,. Alexandre Poznanski admet qu'à la peur du compositeur de prendre un bain chaud s'ajoutait « la résistance des frères Tchaïkovski, Modeste et Nikolaï, qui avaient été témoins de la mort de leur mère. C'est ce qui explique l'attitude du médecin qui serait peut-être passé outre à l'attitude du patient, mais n'a pas réussi à résister à la pression des deux frères. » Dans une biographie du compositeur en deux volumes, Poznanski écrit qu'après un bain vite écourté et une injection de camphre et de musc l'état du patient s'est légèrement amélioré.

### Mort du compositeur
Plus tard dans la nuit, un œdème pulmonaire s'est produit ainsi que l'affaiblissement de l'activité cardiaque. Les médecins ont reconnu que l'état du patient était sans espoir, et Léon Bertenson a quitté l'appartement. À 3 heures 15 minutes, le 6 novembre 1893 (18 novembre dans le calendrier grégorien), Tchaïkovski « est décédé à la suite de l'arrêt de l'activité cardiaque ». À son chevet se trouvaient Nikolaï, son frère aîné et Modeste, un de ses frères cadets, son neveu Vladimir Davydov, le médecin Nikolaï Mamonov (dans son ouvrage, Poznanski ajoute le comte Alexandre Nikolaïevitch Litke, cousin du compositeur et ami proche des frères Tchaïkovski et de Vladimir Davydov ainsi que Nikolaï Litke). Parmi les domestiques se trouvaient Nazar Litrov avec son épouse et Alexeï Sofronov,,. Modeste Tchaïkovski a écrit :

« La respiration devenait de plus en plus faible, bien que les questions sur le fait de devoir boire le faisait redevenir conscient : il ne répondait plus par des mots mais seulement par des sons affirmatifs ou négatifs. Soudain ses yeux s'ouvrirent, alors que jusque-là ils étaient à moitié fermés. Il exprimait alors l'expression claire d'être conscient. Il arrêta tour à tour son regard sur le visage de trois proches, puis leva les yeux au ciel. Pendant quelques instants quelque chose a brillé dans son regard puis s'est éteint en même temps qu'il rendait son dernier soupir. Il était 3 heures du matin et quelques minutes. »,

Le journal Nouvelles et journal de la Bourse a donné un autre souvenir sans citer le nom de l'auteur. Selon Poznanski, il s'agirait de la version du frère aîné Nikolaï :

« Pas plus de dix minutes avant sa mort, il a ouvert les yeux et son regard s'est arrêté sur son neveu et sur son frère. Dans ce regard se lisait l'amour infini, de tristes adieux. »

Venant pour l'eucharistie peu de temps avant la mort du compositeur, le prêtre de la cathédrale Saint-Isaac de Saint-Pétersbourg n'a pas pu donner la communion du fait de l'état inconscient du compositeur et a seulement récité la prière des agonisants,,,.
Le neveu du compositeur, Iouri Davydov, n'est pas resté à l'intérieur de l'appartement, craignant la contamination et il s'est assis dans la pénombre, sur les marches de l'escalier, et était tenu au courant de l'état du patient par Vladimir Davydov et Modeste Tchaïkovski. Iouri a raconté ce que son frère Vladimir lui disait : que le compositeur, dans son délire avant de mourir, se souvenait de sa mère, de son père, de sa sœur et du mari de celle-ci, d'autres membres de sa famille, de collègues, de Nadejda von Meck (Modeste Tchaïkovski confirme que son frère parlait souvent de Nadejda von Meck et exprimait sa rancune à son égard). Quand il est revenu à lui, il a remercié tous ceux qui se trouvaient près de son lit. Il a encore maudit la mort qui venait, puis a rendu l'âme,.

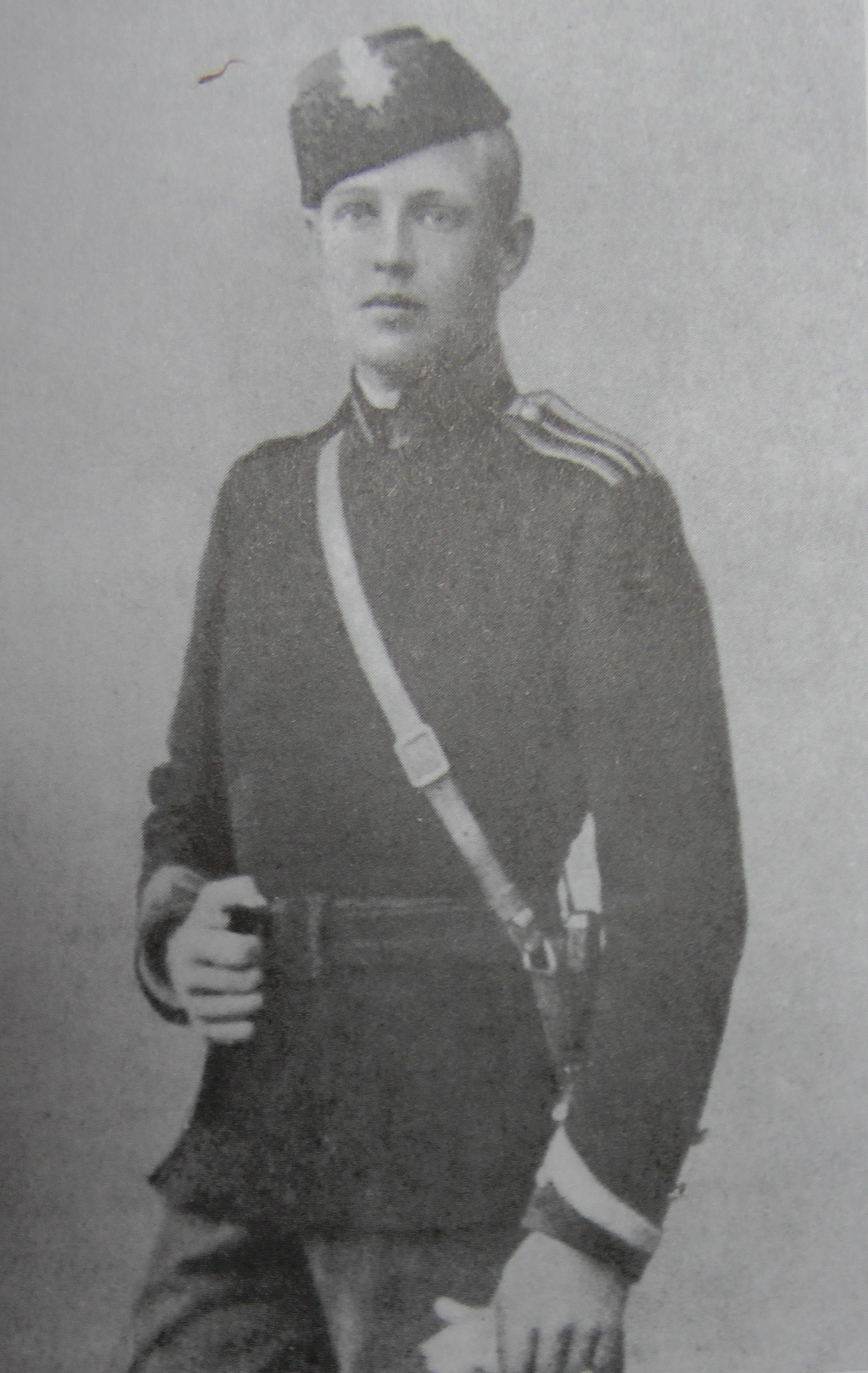
Iouri Davydov, 1893
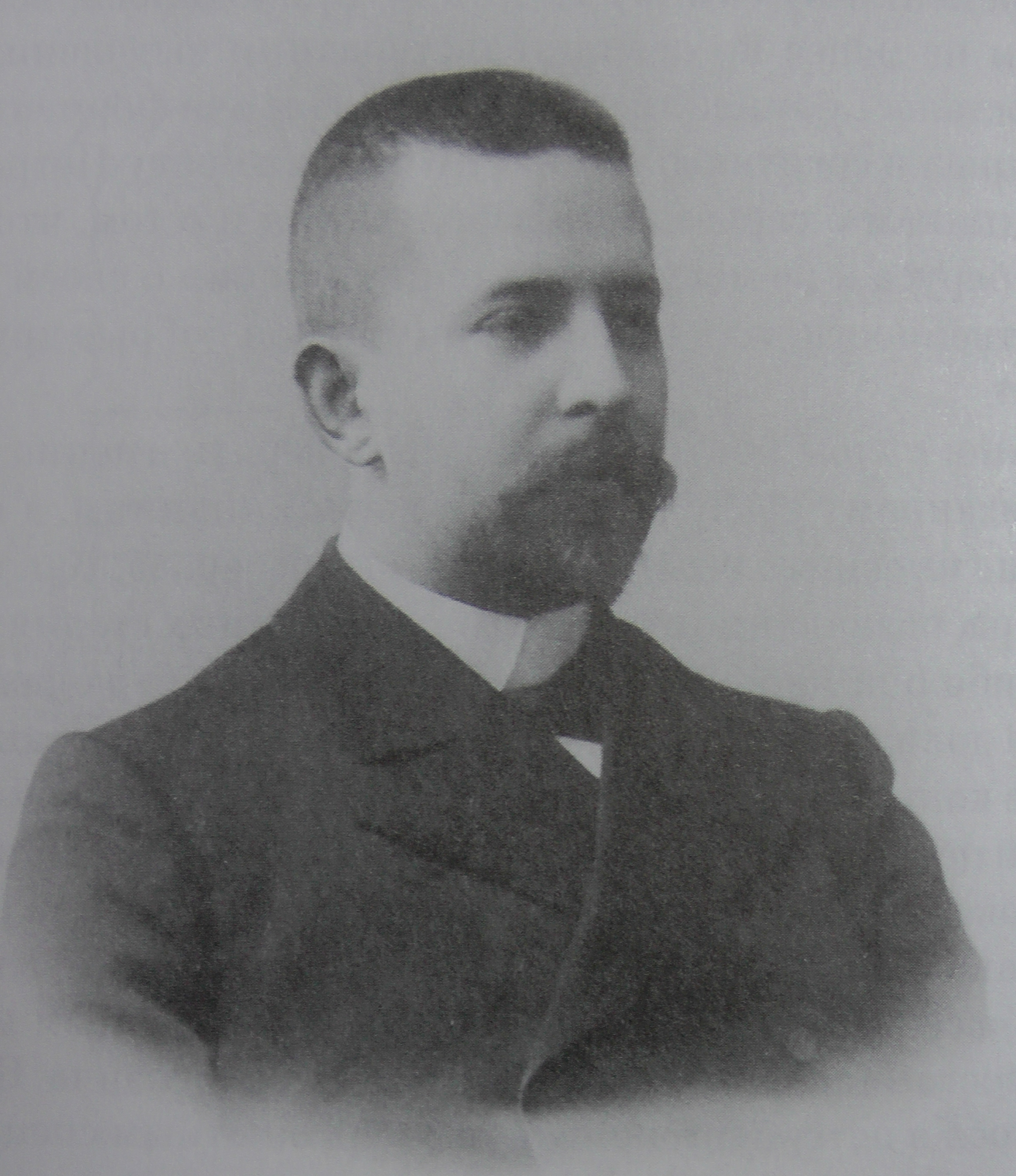
Nikolaï Mamonov dans les années 1890
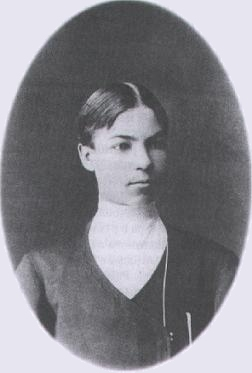
Alexeï Sofronov dans la seconde partie du xixe siècle
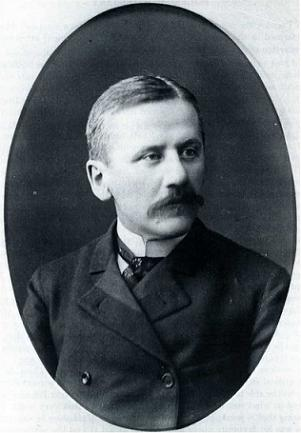
Modeste Tchaïkovski
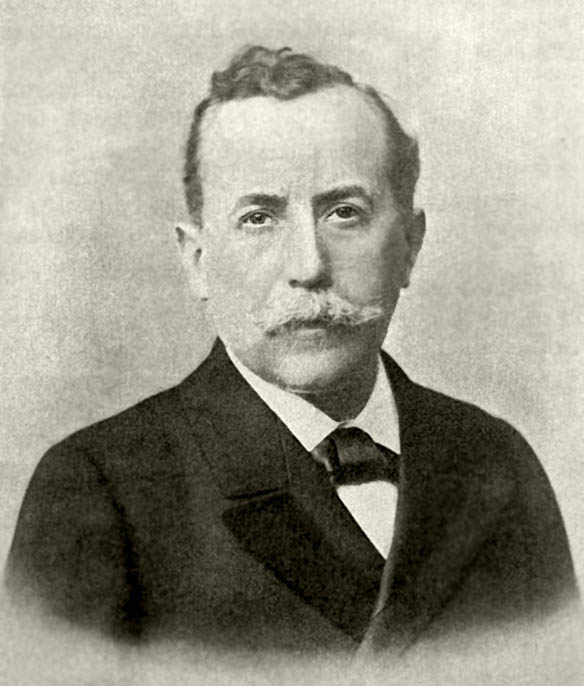
Léon Bertenson, médecin (1850-1929)
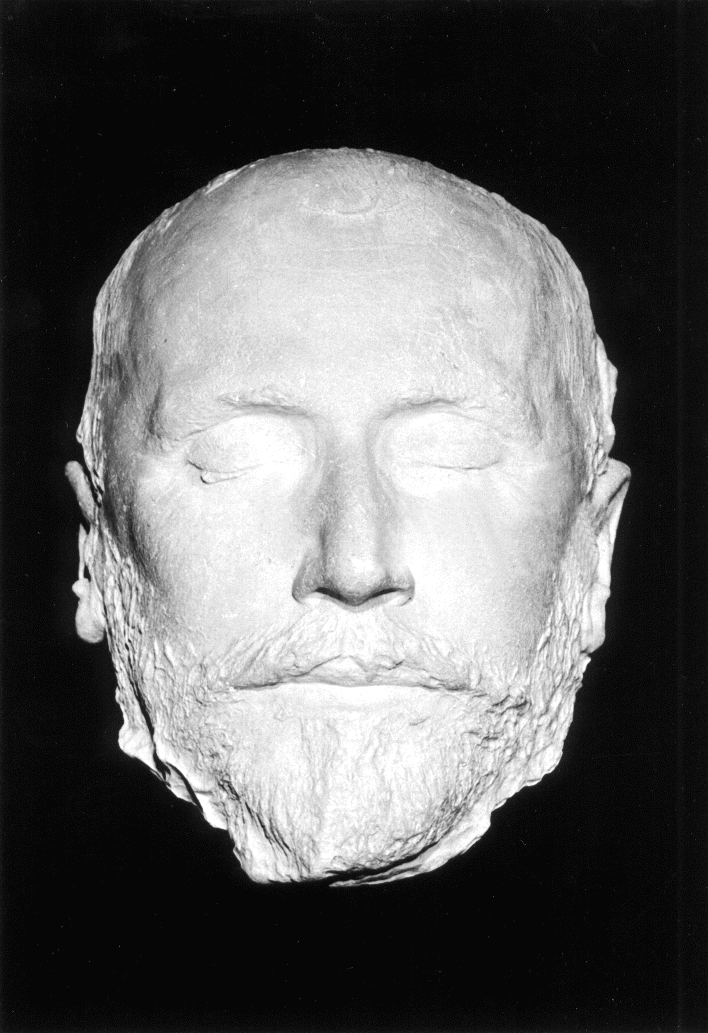
Masque mortuaire de Tchaïkovski

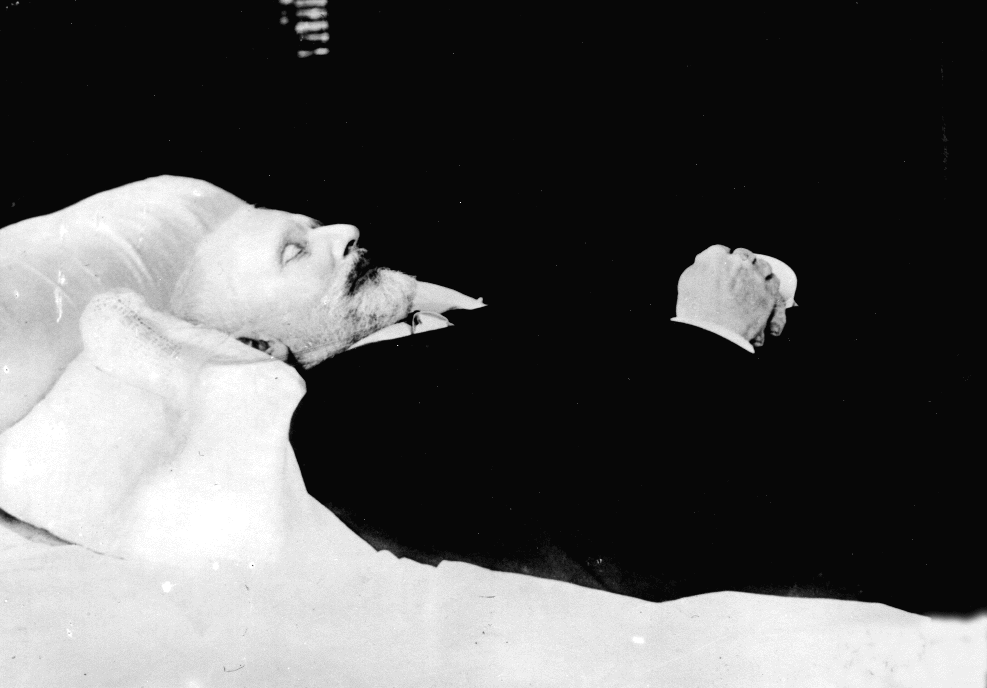
Tchaïkovski sur son lit de mort, 1893